# موزه هانترین (لندن)
موزه هانترین (به انگلیسی: Hunterian Museum) موزه‌ای از نمونه‌های تشریحی در لندن است که در ساختمان کالج سلطنتی جراحان انگلستان واقع شده‌ است.

## تاریخچه
در سال ۱۷۹۹ میلادی، دولت مجموعۀ جراح اسکاتلندی جان هانتر را خریداری کرد که به کالج ارائه شد. این اساس مجموعۀ هانترین را تشکیل داد که از آن زمان توسط سایرین از جمله یک مجموعۀ دندان‌شناسی (که توسط اِی‌.ای‌.دبلیو. مایلز تا اوایل دههٔ ۱۹۹۰ میلادی سرپرستی می‌شد) و مجموعه‌های تاریخ طبیعی ریچارد اوون تکمیل شده‌ است.
اولین ساختمان موزه از نظر فضا ناکافی در نظر گرفته شد و در آوریل ۱۸۳۴ میلادی بسته شد تا امکان یک پروژۀ توسعه را فراهم کند که گالری‌های شرقی و غربی دیگری را اضافه کرد، که در فوریه ۱۸۳۷ میلادی تکمیل شد. اتاق سوم در سال ۱۸۵۲ میلادی اضافه شد و دو گالری دیگر نیز بین سال‌های ۱۸۸۸ و ۱۸۹۲ میلادی اضافه شد. در مه ۱۹۴۱ میلادی ساختمان کالج به شدت توسط بمب‌ها آسیب دید و اتاق‌های چهارم و پنجم موزه به‌ همراه محتویات آن‌ها به‌ طور کامل ویران شدند. پس از یک روند آهسته ساخت و ساز کاملاً جدید که در آن برخی از ویژگی‌های طراحی اصلی حفظ شدند، موزۀ هانتریان به شکل کاهش یافته در سال ۱۹۶۳ میلادی بازگشایی شد.

## مجموعه‌ها
موزه هانترین عضو گروه موزه‌های بهداشت و پزشکی لندن است و هزاران نمونۀ تشریحی از جمله میزهای اولین، ابزار متعلق به جوزف لیستر و اسکلت «غول ایرلندی» چارلز بایرن (تهیه شده برخلاف آرزوهای مرگبار بایرن)، تجهیزات جراحی و نقاشی‌ها و مجسمه‌های مربوط به افراد شاخص پزشکی و رشتۀ پزشکی را به نمایش می‌گذارد. مجموعۀ دندان‌شناسی موزه شامل دندان‌های بازیابی شده از سربازان در نبرد واترلو، یک گردنبند از دندان‌های انسان که توسط کاشف هنری مورتون استنلی به انگلستان آورده شد و مجموعه‌ای از دندان‌های مصنوعی متعلق به وینستون چرچیل.
موزه در ماه مه ۲۰۱۷ میلادی به دلیل کار بازسازی، بسته شد تا در سال ۲۰۲۳ میلادی بازگشایی شود.

## متصدیان
- از سال ۱۸۶۲ تا ۱۸۸۴ میلادی ویلیام هنری فلاور متصدی موزه بود.

## نگارخانه

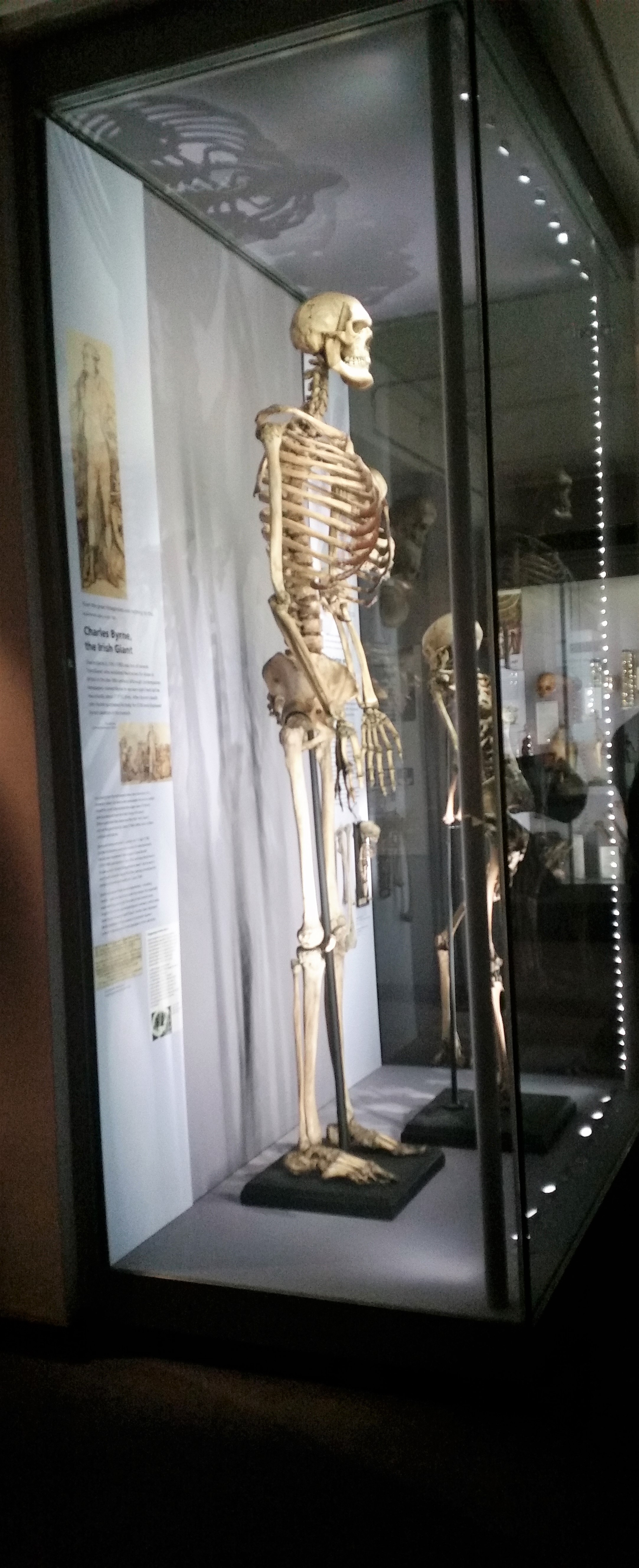
اسکلت چارلز بایرن (۱۷۸۳–۱۷۶۱ میلادی)
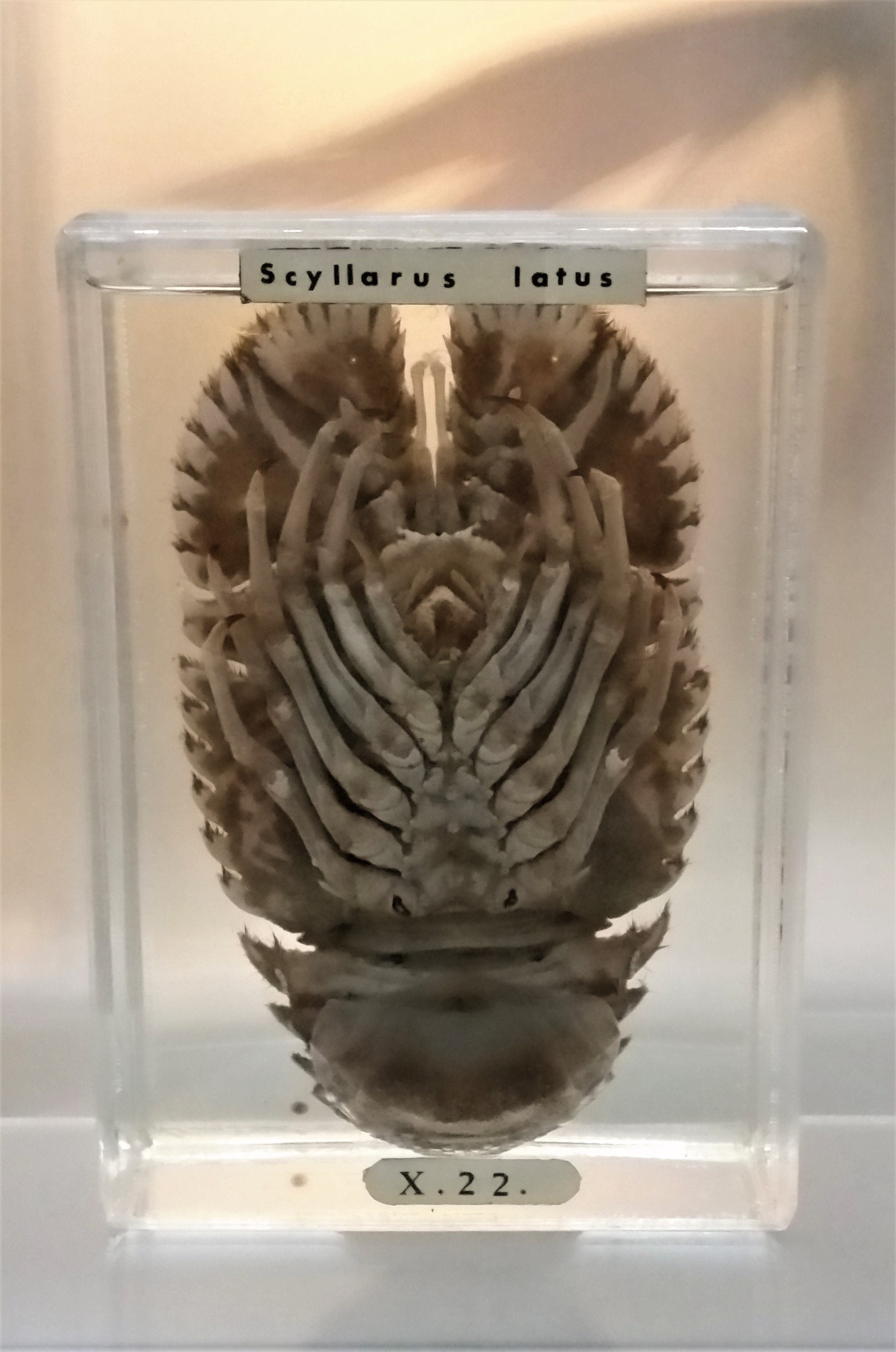
اسکیلاریدس لاتوس، خرچنگ لغزنده
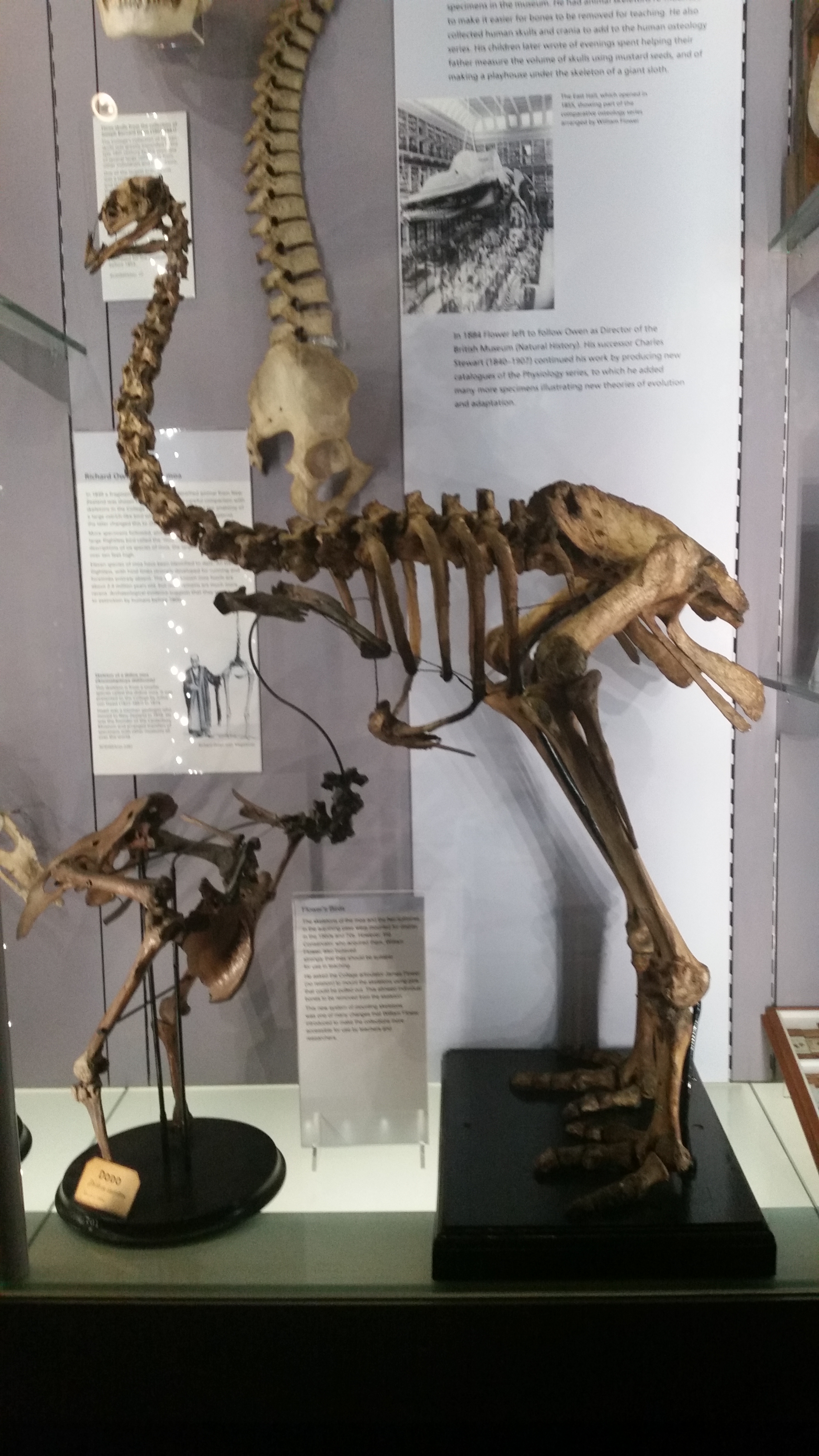
اسکلت دینورنیس نوازالاندیا، موآ غول پیکر منقرض شده جزیره شمالی
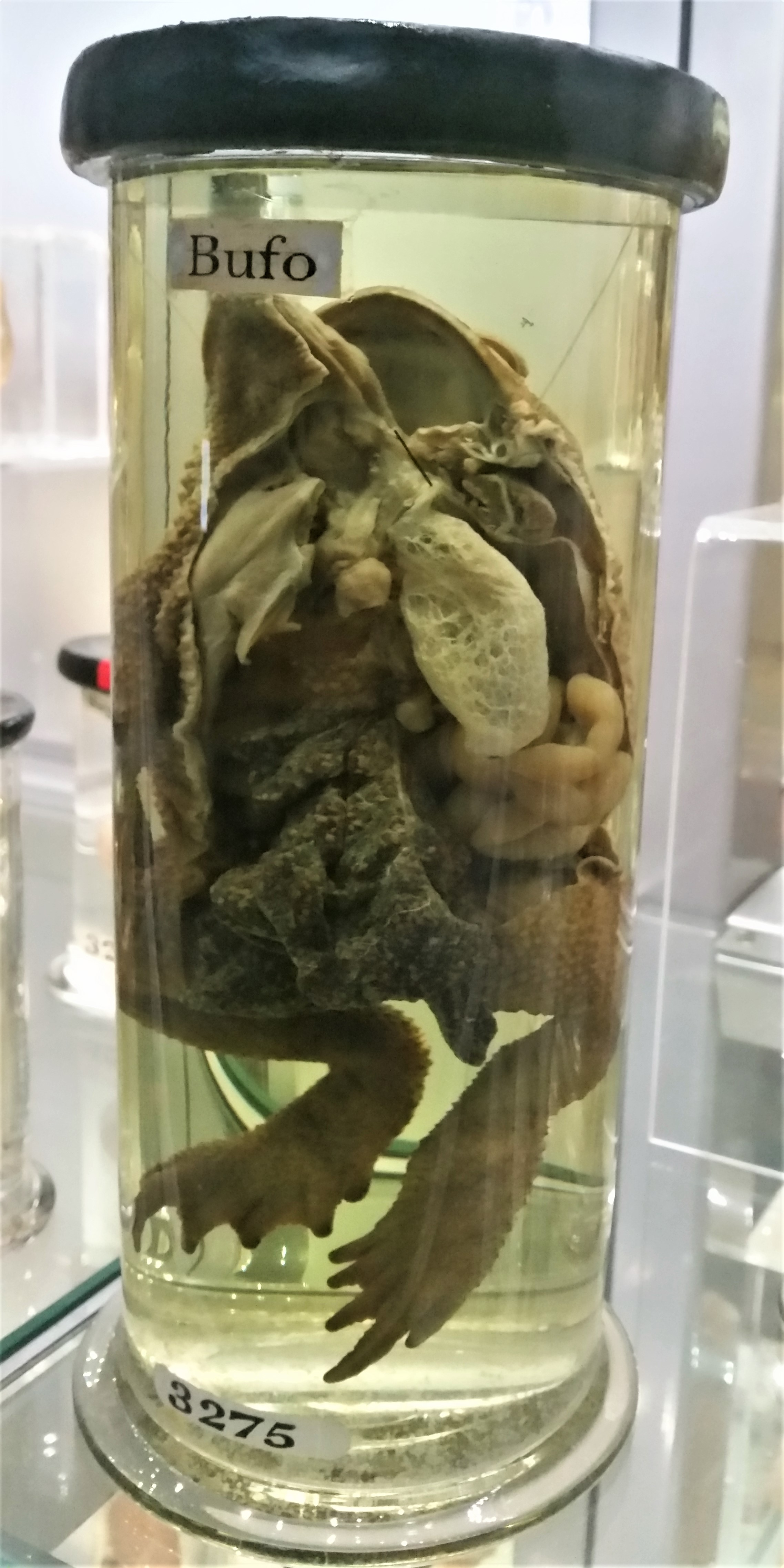
گونه‌ای از وزغ بزرگ برای نشان دادن تخمدان‌های رسیده و مجرای تخمدان منقبض شده